# The Vampire Diaries (televisieserie)
The Vampire Diaries is een Amerikaanse drama/fantasy-televisieserie, gebaseerd op de gelijknamige boekenreeks van L.J. Smith.
The CW Television Network begon op 10 september 2009 met het uitzenden van de serie in de Verenigde Staten. VIJF begon hier op 23 januari 2010 mee in België en Net5 op 31 januari 2010 in Nederland.

## Productie
Op 6 februari 2009 kondigde Variety aan dat The CW een pilotaflevering had besteld van The Vampire Diaries met Kevin Williamson en Julie Plec als schrijvers en producenten. Op 19 mei 2009 werd er besloten om 13 afleveringen te bestellen van de serie en uit te zenden vanaf september datzelfde jaar. Door de hoge kijkcijfers van de serie in de Verenigde Staten werd de serie verlengd met 9 afleveringen en kwam het totaal van het eerste seizoen op 22 afleveringen te liggen. Williams verklaart dat de serie niet de nadruk legt op de school maar dat het meer een verhaal is over het dorp Mystic Falls. Op 16 februari 2010 werd door The CW bekendgemaakt dat de serie een tweede seizoen zou krijgen. De serie heeft ook een derde en vierde seizoen gekregen, nr. 4 kwam op 11 oktober 2012 op de televisie. Op 11 februari 2013 werd bekend dat The CW een vijfde seizoen had besteld van Vampire Diaries, het vijfde seizoen is gestart op 3 oktober 2013. In 2013 werd ook bekendgemaakt dat de serie een spin-offserie zou krijgen, genaamd The Originals die zich afspeelt in New Orleans met in de hoofdrol de oude vampier (Ni)klaus, zijn broer Elijah en zus Rebekah.

## Verhaal
De serie volgde het leven van Elena Gilbert (Nina Dobrev) in de eerste 6 seizoenen. Zij woonde samen met haar broer Jeremy (Steven R. McQueen) en hun tante Jenna Sommers (Sara Canning), die nadat de ouders van Elena en Jeremy verongelukten, hun voogd werd. Nadat Jeremy en ook later Elena uit de serie verdwenen na seizoen 6, veranderde de focus van de serie naar de twee Salvatore broers (Damon en Stefan).
Voornamelijk speelt de serie zich af in Mystic Falls, Virginia. Een stad met een bovennatuurlijke geschiedenis, sinds de migranten uit New England in de late 19e eeuw zich er hebben gevestigd.

### Seizoen 1
Als het schooljaar begint, zijn Elena en haar beste vriendinnen Bonnie en Caroline, gefascineerd door de nieuwe mysterieuze student Stefan Salvatore (Paul Wesley). Stefan en Elena zijn meteen tot elkaar aangetrokken. Elena heeft alleen geen idee dat Stefan een vampier is.
In een korte tijd worden er in en rondom hun woonplaats Mystic Falls verschillende mensen dood aangetroffen. Het lijkt erop dat de slachtoffers zijn aangevallen door een wild beest. Stefan vertrouwt het echter niet, de wonden lijken op de tanden van een vampier. Wanneer hij in zijn huis ineens zijn oudere broer Damon (Ian Somerhalder) na jaren weer voor hem staat, lijkt het duidelijk. De broers lijken elkaar niet te mogen. Stefan heeft het, vooral in het begin, druk met Damons gemanipuleer en moorddadige buien. Hij probeert te voorkomen dat zijn broer de bewoners van Mystic Falls kwaad doet, maar slaagt hier niet altijd in. Damon gebruikt onder anderen Caroline als "bloedbank", door met haar te flirten, bloed te drinken en daarna haar het bloeddrinken weer te doen vergeten.
Na een poosje komt Elena erachter dat Stefan en Damon vampiers zijn. Stefan en Elena krijgen een relatie, maar ondertussen blijven de moorden doorgaan. Er duiken meer vampiers op in de omgeving en ook de legendes over heksen en weerwolven blijken waar te zijn. Ongeveer middenin het eerste seizoen blijkt dat Elena geadopteerd is. Dit veroorzaakt een hoop onrust en vragen. Ze probeert te ontdekken wie haar echte ouders zijn en waarom ze geadopteerd is. Het blijkt dat John Gilbert, waarvan ze dacht dat hij eigenlijk haar oom is, haar vader is en Isobel Flemming, die in een vampier veranderd is door Damon, haar moeder.
Intussen lijkt Damon toch menselijke trekjes te hebben. Hij raakt bevriend met Elena. Het blijkt dat Elena precies lijkt op de vampier Katherine Pierce (een dubbelrol voor Nina Dobrev), de vroegere geliefde van zowel Stefan als Damon. Deze kwaadaardige vrouw was de belangrijkste reden van de strijd tussen de broers. Later in het verhaal probeert Damon haar uit de tombe te krijgen. Elena is een heel ander persoon dan Katherine. Terwijl Elena steeds meer ontdekt over het verleden van de broers, geeft Damon blijk van zijn gevoelens voor Elena.

### Seizoen 2
Katherine Pierce (Nina Dobrev) duikt weer op. Ze komt terug met een weerwolf, de oom van Tyler, Mason Lockwood, om de maansteen te bemachtigen. Daarmee kunnen ze immers de vloek van de zon en de maan opheffen. Die vloek weerhoudt de vampieren om in het daglicht te lopen en de weerwolven zichzelf te kunnen laten veranderen, wanneer ze maar willen. Katherine heeft dit plan helemaal uitgedacht om Elena uit te leveren aan Klaus, een Original (familie van de 1e vampiers aller tijden), omdat zij zelf een Petrova dubbelganger is en zij eigenlijk moest sterven om de vloek op te heffen. Om de vloek te verbreken is er namelijk een weerwolf (Tyler), een vampier (Caroline), een heks (Bonnie), de maansteen en de Petrova-dubbelganger (Elena) nodig. Daarom is Katherine op de vlucht en daar wil ze van af. Katherine en Elena zijn familie en daardoor lijken ze zo op elkaar. Toen Katherine nog een mensenleven had, heette ze Katerina Petrova en kreeg ze een kind. Haar baby mocht ze niet houden, omdat Katherine nog niet getrouwd was en het allemaal een geheim moest blijven. Er komt een ritueel waarbij niet de vloek van de zon en de maan wordt opgeheven, maar de vloek op Klaus. Klaus is namelijk een buitenechtelijk kind en heeft een weerwolf als vader. Er wordt bij het ritueel geen vloek opgeheven, maar een vloek ingezet. Klaus wordt via deze vloek een hybride, een vampier en een weerwolf tegelijk.

### Seizoen 3
Jenna is gestorven bij het ritueel en Alaric, de vriend van Jenna en geschiedenisleraar op school, neemt de zorg van Elena en Jeremy over. Er is alleen wat mis met zijn ring. Zijn ring die hem beschermt tegen bovennatuurlijke dood, begint kuren te vertonen. Alaric heeft niet de controle over zichzelf en doodt mensen in de stad.
Met Elena gaat het ook niet goed. Stefan heeft als ruil voor Damons leven zichzelf aan Klaus overgeleverd. Damon is gebeten door een weerwolf en alleen het bloed van Klaus, een originele vampier, kan weerwolfbeten helen. Klaus dwingt Stefan om mensenbloed te drinken, waarbij bij Stefan weer de "ripper" die hij was in de jaren 20 weer terugkomt. Stefan is daarom niet thuis en Damon zorgt voor Elena. Daarnaast wordt Damon heel goede vrienden met Alaric. Elena wil Stefan blijven opsporen, omdat ze hem niet opgeeft. Damon heeft stiekem hoop dat Elena gaat inzien dat zij hém ook leuk vindt, maar Elena kan Stefan niet loslaten. Stefan vertelt Elena echter dat hij haar niet meer wil zien. Iets wat hij tegen zijn zin in doet. Klaus laat hem zijn verleden weer zien en vertelt Stefan dat zij vroeger vrienden waren. Rebekah, Klaus' zus en ook een original, was de derde persoon waarmee ze veel omgingen, voordat ze op de vlucht gingen voor Michael (Rebekahs vader en Klaus' pleegvader). Jeremy, die met doden kan praten, wordt opgespoord, omdat Damon en Stefan willen weten van welke originele vampier ze afstammen (zie hieronder). Damon en Elena gaan hiervoor samen daarnaartoe, vooral ook omdat Stefan wil dat Elena erachter komt wat ze voor Damon voelt. Tijdens deze trip zoenen ze elkaar. Hierna heeft Elena enorm veel spijt en weet ze niet wat ze moet doen.
Klaus kan geen hybrids maken, omdat zijn hybrids zich de eerste keer moeten voeden met het bloed van de dubbelganger, Elena. Dat weet hij eerst nog niet en daarom sterven er veel hybrids.
Eind seizoen 3 is Alaric veranderd in een vampierjager, waarvoor hij zelf ook in een vampier is veranderd door Esther. Esther is de originele heks en de moeder van Klaus en Rebekah. Klaus en Rebekah hebben 3 broers: Elija, Kol en Finn. Esther wilde vroeger dat haar familie nooit iets aangedaan kon worden. Daarom liet ze hen, door middel van duistere magie, veranderen in vampieren. Alleen is dat uit de hand gelopen door alle vampieren die nu rondlopen en daarom wil ze haar fout ongedaan maken. Alaric is voor haar dé vampierjager om haar familie te vermoorden. Alaric heeft als voltooiing van zijn verandering in een vampier Elena's bloed moeten drinken. Daarom zijn zij aan elkaar gebonden. Dat betekent dat als Elena dood zou gaan, Alaric ook dood zou gaan. Daarom willen Stefan, die van Klaus zijn dwang af is, Damon, Caroline, Tyler, Bonnie en Jeremy niet dat Alaric gedood wordt. Voor de originals zit er niets anders op dan Alaric te vermoorden, want anders zullen zij hun hele leven lang vervolgd worden. Daarom willen Damon, Stefan en Caroline de originals vermoorden, maar ze komen er door puur toeval achter dat als je een original vermoordt, je meteen hun hele bloedlijn (dus iedereen die zij tot vampier gemaakt hebben) vermoordt. Niemand weet van wie Damon en Stefan afstammen en daarom kunnen zij de originals niet vermoorden. Klaus wordt toch gedood door Alaric en Damon belt Elena, die in de auto zit met Matt en hij wil dat ze beslist bij wie ze wil zijn, Stefan of Damon. Elena zegt dat ze voor Stefan kiest, maar voordat dat gebeurt, verzint Rebekah een goede manier om Alaric te vermoorden. Ze vermoordt Elena. Elena sterft doordat Matt met de auto moet uitwijken voor Rebekah en hij belandt met de auto in het water. De brug waarop ze sterft is dezelfde brug waar haar ouders doodgingen. Stefan komt naar die brug en kan maar één persoon redden. Omdat Elena wil dat hij Matt redt, redt hij Matt. Elena sterft, maar omdat Elena vampierbloed in haar lichaam had, komt ze terug als vampier.

### Seizoen 4
Elena wordt in het ziekenhuis gered door het bloed van Damon, maar niemand weet dit. Klaus heeft Rebekah "gedood" en er is een professionele vampierjager, van het vampierjagerschap van de 5, in de stad. Hij heet Connor. Elke keer dat hij een vampier vermoordt, groeit de tatoeage op zijn lichaam. Alleen Jeremy kan deze tatoeage zien, wat betekent dat hij bestemd is als potentiële vampierjager.
Elena heeft een bloedband met Damon omdat hij haar heeft veranderd en zij gevoelens voor hem had. Damon zegt dat zij zich niet kan voeden met dierenbloed en niet uit een bloedzak kan drinken dus kan ze dat ook niet. Door de bloedband tussen hun doet Elena alles wat Damon zegt.
Elena is ondertussen helemaal in de war met haar gevoelens. Ze voelt heel veel voor Damon en minder voor Stefan, daarom maken zij het uit. Damon en Elena krijgen hierdoor een relatie.
Damon zegt tegen Elena dat ze Connor moet doden. Vanwege de bloedband doet ze dat ook. Alleen krijgt ze dan de Jagersvloek. De jager achtervolgt haar, door aanwezig te zijn in haar leven als een geest. Doordat Jeremy een vampier doodt wordt hij de nieuwe jager en heeft Elena niet meer de Jagersvloek.
Klaus is op zoek naar het geneesmiddel voor vampirisme. Hierdoor kan hij Elena's bloed weer gebruiken voor meer hybrides. Daarvoor heeft hij eerst het zwaard nodig. Op het zwaard staat een code. Met het zwaard en de tatoeage van de jager kom je bij het geneesmiddel. Jeremy vermoordt Kol, waardoor ook alle vampiers die Kol veranderd heeft doodgaan en waardoor hij dus ook de hele tatoeage op zijn lichaam heeft staan.
Professor Shane is ook in de stad. Hij wil niet het geneesmiddel, maar de man van wie het geneesmiddel is tot leven wekken. Silas is de eigenaar van het geneesmiddel. Hij was onsterfelijk en wilde bij zijn sterfelijke liefde zijn. Zijn liefde ging dood en daarom wilde hij ook dood. Hij wilde op de menselijke manier doodgaan en daarom had hij het geneesmiddel nodig. Alleen ging er iets mis. Qetsiyah sloot hem op met het geneesmiddel in een tombe. Om Silas tot leven te wekken moesten er drie verschillende moorden worden gepleegd. 1: Mensenmoord (12 mensen van de stadsraad werden vermoord); 2: Buitenaardse moord (Klaus vermoordde 12 hybrids); 3: Heksenmoord (Bonnie werd geheeld van haar nieuwe heksenmethode "expressie" door 12 heksen die met elkaar verbonden waren. Uiteindelijk moest zij vermoord worden, maar Caroline kon hier niet tegen en vermoordde daarom de heks die haar wilde vermoorden. Maar die heks was verbonden met de andere 11 en die gingen allemaal dood). Hierdoor was Bonnie één met de aarde en alles en daarom kon Silas terugkomen.
Het geneesmiddel werd gestolen door Katherine. Damon is op zoek naar het geneesmiddel om Elena het te laten gebruiken, om de bloedband te breken.
Door de zoektocht naar het geneesmiddel stierf Jeremy (vermoord door Katherine, die hem liet voeden aan Silas, dus "echt" vermoord door Silas). Elena kan niet omgaan met haar emoties en daarom vraagt Damon haar om haar gevoelens uit te schakelen. Hierdoor wordt Elena emotieloos. Ze geeft om niets meer en richt op sommige punten een ware ravage aan. Zelfs haar vrienden schuwen haar nu. Stefan en Damon proberen alles om haar gevoelens weer aan te krijgen. Uiteindelijk is het ze gelukt, door Elena te doen geloven dat haar vriend Matt dood was. Bonnie brengt alle doden (die geen rust hebben gevonden aan de andere kant) terug op de wereld, hierna probeert ze Jeremy voor altijd terug te brengen, deze spreuk wordt haar te veel en ze sterft. Ze denkt dat de spreuk niet gelukt is. Omdat iedereen doden kan zien vertelt ze niet dat ze dood is, nu weet nog niemand dat. Uiteindelijk neemt Katherine het geneesmiddel (het wordt in haar mond gedrukt door Elena tijdens een gevecht tussen beiden) en brengt Bonnie het gordijn dat de andere zijde met onze wereld afsluit naar beneden, ze merkt hierbij dat de spreuk op Jeremy toch gelukt is en dat hij nog leeft. Elena vertelt Damon dat haar gevoelens voor hem echt waren en dat ze van hem houdt, ze zijn vanaf nu weer een koppel.
Op het einde wordt onthuld dat Stefan een dubbelganger is van Silas waarna Silas Stefan in een kluis opsluit die hij vervolgens in een rivier gooit.

### Seizoen 5
Dit seizoen bevatte drie verschillende verhalen: de oorsprong van de dubbelgangers, het Augustine-mysterie en de Travelers.
Na een passionele zomer met Damon vertrekt Elena naar Whitmore College met Caroline. Ze weet echter niet dat Bonnie haar leven gegeven heeft om Jeremy tot leven te brengen. Jeremy onthult dit uiteindelijk aan Damon, die ermee worstelt om het aan Elena te vertellen. Op een feestavondje op de campus wordt Elena's en Carolines kamergenote Megan vermoord. Elena en Damon komen erachter dat Silas zich de hele zomer verborgen hield en Stefan opsloot in een kluis. Het koppel gaat op zoek naar hem en kunnen hem vinden. Qetsiyah blijkt van Gene Zijde te zijn teruggekomen om Silas eens en voor altijd te stoppen. Bonnies dood komt dan aan het licht. Intussen wordt de geschiedenis van Silas, Qetsiyah en Amara onthult. Elena en Katherine zijn de dubbelgangers van Amara terwijl Stefan een dubbelganger is van Silas. Hierdoor lijkt het alsof de dubbelgangers voor elkaar zijn voorbestemd. Silas ontwikkelt een nieuw plan om te sterven en heeft Katherine hiervoor nodig. Katherine probeert intussen te leven als een mens nadat Elena haar de genezing toediende. Katherine ontmoet haar dochter Nadia die al eeuwen naar haar zoekt. Bonnies vrienden proberen haar terug tot leven te brengen als het Anker van Gene Zijde. Dit lukt uiteindelijk door een spreuk van Qetsiyah. In diezelfde aflevering sterven Silas (door Stefan), Amara en Qetsiyah (beide door zichzelf).
Op de campus is er ook een mysterie namelijk dat van het Augustine Genootschap. Wes - een docent aan Whitmore College - is er een lid van en heeft een plan voor vampieren. Wes is namelijk een middel aan het ontwikkelen om vampiers van hun eigen soort te laten voeden. Hij onthult ook duistere verleden als een proefpersoon bij het genootschap. Damon maakte hier een vriend in Lorenzo, beter bekend als Enzo. Tyler zint intussen nog altijd op wraak. Hij vertrekt uiteindelijk naar New Orleans waar Klaus is (zie spin-off The Originals). Stefan wordt geplaagd door nachtmerries over Silas en wordt geholpen door Katherine. Katherine komt er intussen achter dat ze snel veroudert door haar ouderdom, omdat Silas de genezing uit haar bloed had gedronken. Katherine en Stefan kregen een betere band met elkaar door elkaar te helpen. Damon en Elena worden gevangengenomen door Wes, maar worden op tijd gered. Het mysterie rond Elena's kamergenote wordt ontrafeld: Enzo was verantwoordelijk voor haar dood. Intussen beginnen Jeremy en Bonnie opnieuw aan een relatie. Maar Bonnie moet nu als het Anker van Gene Zijde de doden helpen over te brengen naar daar. Als het Anker staat ze zowel in onze wereld als in Gene Zijde.
Katherine blijft intussen stervende. In de honderdste aflevering vindt ze samen met haar dochter een manier om als een zogenaamde "Passenger" in Elena's lichaam te leven. Caroline en Klaus hebben een avontuurtje waar Tyler geen weet van heeft. Katherine steekt een plan ineen om terug te nemen wat volgens haar tot haar behoort. Ze doet zich voor als Elena en verbreekt de relatie met Damon. Ze zorgt er ook voor dat Tyler achter Carolines avontuurtje met Klaus komt. Tylers en Carolines relatie is hierdoor over. Damon gaat op een moordpartij met Enzo. Wes krijgt hulp van de Travelers en infecteert Damon met een gevaarlijke scheikundige verbinding genaamd het Ripper-virus. Hierdoor verandert hij in een Augustine-vampier. Stefan en Caroline komen erachter dat Katherine in Elena's lichaam zit. Tyler ondervindt dat Nadia iets met Matt aan het doen is en bijt haar uiteindelijk. Na Nadia's dood wordt Katherine doodgestoken door Stefan. Katherine verschijnt bij Bonnie om over te gaan naar Gene Zijde en onthult dat ze Elena's lichaam heeft geïnfecteerd met het Ripper-virus. Met deze woorden probeert ze over te gaan, maar ze wordt naar een duistere dimensie gezogen.
Elena wordt al snel weer wakker in haar lichaam en ondervindt de symptomen van het Ripper-virus. Caroline en Stefan proberen een tegengif te vinden en krijgen hulp van Enzo en de Travelers. De Travelers hebben dit tegengif en geven dit in ruil voor Stefans medewerking bij een spreuk. Via deze spreuk komen ze achter de plaats waar Silas' laatste dubbelganger is. De Travelers hebben blijkbaar plannen met het laatste paar dubbelgangers en ze zullen voor niets stoppen om er zeker van te zijn dat Stefan en Elena de laatste zijn. Silas' laatste dubbelganger, Tom Avery, wordt daarom door Enzo vermoord. Enzo komt er dan achter dat Damon verantwoordelijk is voor de dood van zijn grote liefde. Enzo bedreigt Stefan en Elena. Het komt tot een lijf-aan-lijf-gevecht tussen Stefan en Enzo waarbij Enzo ervoor kiest om Stefan zijn hart te laten uitrukken. De vriendschap van Caroline en Stefan wordt intussen dieper.
Tegelijkertijd is er een oorlog tussen de Travelers en de heksen. Er wordt onthuld dat er een afscheuring plaatsvond tussen de heksen nadat Silas en Qetsiyah de onsterfelijkheidsspreuk creëerden. De heksen waren bang van de Travelers en plaatsten een vloek op de groep waardoor ze geen traditionele magie konden gebruiken. De Travelers creëerden een nieuwe vorm van magie. Tyler wordt bezeten door een Passenger. Bonnie wordt op een gegeven moment belaagd door verschillende Travelers die overgaan naar Gene Zijde. Hierdoor kan hun dode leider Markos terugkomen. Dit zorgt ervoor dat Gene Zijde langzaam aan uit elkaar valt. Aan Gene Zijde worden verschillende geesten naar een duistere dimensie gezogen. Intussen heeft Bonnie ook te maken gekregen met twee andere heksen: Luke en Liv, broer en zus. Zij zijn gestuurd door de heksen om de Travelers te stoppen. Markos onthult zijn plan. Hij heeft het romantische beeld van de noodlottige dubbelgangers die altijd samenkomen als een koppel gecreëerd zodat het makkelijk was om dubbelgangers te vinden. Hij wil de hele wereld ontdoen van Geestenmagie – de magie die de heksen nu gebruiken – en hiervoor zijn de dubbelgangers nodig. Maar door dit te doen zal hij het vampierras uitroeien en de heksen machteloos maken. Om de spreuk te stoppen, vermoordt een van de Travelers – degene in Tylers lichaam – Stefan.
Nadat hij zijn stadje verliest en vreest om zijn geliefden te (blijven) verliezen brouwt Damon een plan. Damon en Elena zorgen voor een botsing met de Mystic Grill, terwijl Liz en de anderen voor de gas in de Grill en afleiding zorgen. Door de botsing ontstaat de explosie en de Travelers zijn allemaal dood. Elena en Damon, nu geesten aan Gene Zijde, gaan op zoek naar Bonnie die ervoor kan zorgen dat ze terug in de fysieke wereld terechtkomen. Liz wordt gedwongen om te helpen met een spreuk die hiervoor zorgt. Elena, Stefan, Tyler (die intussen ook stierf), Alaric en Luke (gedood door Caroline als een motivatie voor Liv) komen terug. Tyler blijkt geen hybride meer te zijn maar een gewone weerwolf. Luke ziet dat het slecht gaat met zijn zus door deze verrijzenisspreuk en stopt haar. Hierdoor kan Damon niet terug tot leven komen. Bonnie onthult dat wanneer Gene Zijde instort zij en Damon zullen verdwijnen. De aflevering eindigt met Bonnie en Damon die elkaars handen vast houden terwijl ze wachten tot ze in de vergetelheid worden gezogen. Het scherm vervaagt naar een witte kleur.

### Seizoen 6
In de eerste aflevering zie je dat alle bovennatuurlijke wezens, alle magie verboden is in Mystic Falls. Het is 4 maanden later. Matt woont samen met Jeremy nog in Mystic Falls. Matt zit nu bij een team dat de stad beschermt, ze trainen elke dag. Jeremy rouwt nog om Bonnie, hij uit dit door de hele dag videospelletjes te spelen en meisjes langs te laten komen en bij hem te laten slapen. Elena gebruikt een soort heksendrugs die ze van Luke krijgt om Damon te hallucineren. Zo is hij vaak bij haar, maar Elena wil er toch mee stoppen. Ze zegt terwijl ze hallucineert tegen Damon dat ze hem moet laten gaan, maar hij gaat niet weg. Het lukt haar niet. Ze wordt boos en gooit alles van het tafeltje af en iets door een raam heen. Stefan woont nu ergens anders, heeft een nieuwe vriendin (Ivy) en werkt bij een autogarage. Hij probeert een nieuw leven op te bouwen. Elena belt Stefan op en vraagt hem huilend of er nog hoop is om Damon terug te halen. Stefan zegt dat hij het heeft opgegeven, dat hij niet meer zoekt naar een oplossing en verder is gegaan met zijn leven. Alaric, die ook terug tot leven is gekomen, heeft dezelfde eigenschappen als een Originele Vampier. Hij kan andere vampiers dwingen. Elena gaat naar hem toe en vraagt hem om haar te laten vergeten dat ze van Damon houdt. De aflevering eindigt met een glimp van Bonnie en Damon die dus niet helemáál weg zijn. Damon bakt pancakes voor Bonnie en tekent er een vampier op met slagroom en blauwe bessen.
Het heeft een tijd geduurd voordat Alaric, het precieze moment wanneer Elena van Damon begon te houden, kon vinden. Dus schakelde hij de hulp van Caroline in. Zij vertelde dat ze in de verkeerde richting aan het zoeken waren. Het was overduidelijk dat Elena al van Damon hield in de tijd dat zij nog met Stefan een relatie had. Alaric stelde dit voor aan Elena, zij wist meteen welk moment het was en Alaric dwong haar de liefde voor Damon te vergeten, dit lukte.
Ondertussen in de andere dimensie, waar Damon en Bonnie zich bevinden, gebeuren er rare dingen. Damon en Bonnie komen erachter dat er niemand aanwezig is in Mystic Falls behalve zij en dat ze elke dag dezelfde dag weer opnieuw beleven namelijk: 10 mei 1994. Zij zochten naar redenen, ineens wist Damon het; dit was zijn eigen persoonlijke hel, en hij had Bonnie ermee in gezogen. Dit was de dag dat hij de vrouw van zijn oom Zach had vermoord, nadat hij een belofte had gedaan aan Stefan om echt te veranderen. Dagen gingen voorbij en ze bleven uitwegen zoeken. Bonnie kwam erachter dat het misschien niet Damon's hel was, maar juist een manier voor haar om haar magie terug te krijgen en ze oefende dag en nacht. Op een dag toen zij samen boodschappen deden, had Bonnie sterk het gevoel dat er nog iemand anders was. Zo leren zij Kai kennen, ze bevonden zich in ZIJN hel.
Op de normale wereld is Caroline erg bezorgd om Stefan, en of hij echt wel een manier aan het vinden is om Damon en Bonnie terug te krijgen, dus schakelt zij de hulp in van Enzo. Ze vinden het huis van Stefan en brengen hem een veelbelovend bezoekje. Elena neemt het geneesmiddel en wordt een mens. Op de bruiloft van Jo en Alaric, heeft Kai Bonnies leven en die van Elena samen gelinkt. Elena is nog niet dood. Wanneer Bonnie sterft, zal Elena wakker worden als mens.

### Seizoen 7
Het eerste deel van dit seizoen gaat over Lily en de Heretics. Het tweede tweede deel over Rayna.
Na het emotionele afscheid van Elena Gilbert probeert Lily, de moeder van Damon en Stefan, een kloof te creëren tussen de Salvatore broers, met de hulp van haar Heretics: Malcolm, Beau, Oscar, Valerie en romantisch koppel Nora en Mary Louise. Ondertussen bloeit de liefde tussen Stefan en Caroline steeds meer op, al liggen er voor deze relatie velen obstakels op de weg, waaronder de onthulling dat Stefan vroeger een relatie had met Valerie en dat Valerie zwanger was van hun kind. Dit kind was ze echter verloren door toedoen van Julian, de vriend van Lily.
Lily wilde de vrede bewaren tussen haar zonen en de Heretics, maar daar stak Julian een stokje tussen. Zijn leven werd gelinkt aan het leven van Lily. Uiteindelijk zag Lily in wat voor man Julian echt was en smeedde een plan, samen met haar zonen om Julian tegen te houden. Ze wilde zichzelf opofferen omdat haar leven gelinkt was aan dat van Julian, maar wat ze niet wist was dat Julian een manier gevonden had om hun levens terug te ontkoppelen van elkaar. De moeder van Damon en Stefan stierf en hoopte op vergiffenis van Damon, maar tevergeefs, hij zei dat ze alle ellende zelf veroorzaakt had. Damon besloot om zichzelf uit te hongeren en in een koffer naast die van Elena te liggen. Zijn vrienden, waaronder Bonnie, probeerden dit uit zijn hoofd te praten maar hij kroop toch in de kist.
Daarnaast komt Caroline er achter door een spreuk van Valerie, dat de kinderen van Alaric en Jo nog leven. Sterker nog: Caroline is zwanger van deze kinderen! Caroline dacht dat dit een valstrik was van Valerie, maar de kinderen waren verborgen gehouden in haar buik.
En alsof de Heretics niet ellendig genoeg zijn komt er een nieuwe vijand Mystic Falls binnenwandelen: Rayna cruz, een eeuwenoude vampierjager. En Rayna wil maar één ding: alle vampiers voor eens en voor altijd uitroeien. Bonnies leven staat terug op het spel en in ruil voor Rayna's leven, kan Bonnie blijven leven. Wat Rayna niet verteld had, was dat Bonnie ook haar eigenschap van het uitroeien van vampiers had overgekregen. Dit zorgt ervoor dat Bonnie haar vrienden wil doden tegen haar wil.
Op het einde van dit seizoen opende Bonnie de kluis in de Armory waar het kwade in opgesloten zat. Om Bonnie te redden van haar vloek, moest Damon zichzelf opofferen waardoor hij meegesleept werd door het kwade. Enzo deed een poging om Damon te zoeken maar werd hierdoor ook meegesleept waardoor Bonnie haar liefde verloor.

### Seizoen 8
Het laatste seizoen focust zich op Stefan en Bonnie die tevergeefs Damon en Enzo proberen op te sporen nadat zij allebei spoorloos verdwenen na het openen van de geheimzinnige kluis in het Armory. Bonnie heeft het vooral moeilijk omdat ze geen krachten meer heeft. Ondertussen reizen Damon en Enzo doorheen het land en moorden ze erop los. Allebei zijn ze onder de invloed van het geheimzinnige monster dat gevangen zat in de kluis. Het monster blijkt later eigenlijk een bloedmooie vrouw te zijn genaamd Sybil. Zij voedt zich met de mensen die Damon en Enzo voor haar vermoorden waardoor ze haar mooie gedaante kan behouden. Sybil probeert later alle herinneringen van Elena vanuit Damons geheugen te wissen. Damon verliest zichzelf helemaal en later vermoordt hij Tyler wanneer hij zijn pad kruist. Met de hulp van Alaric en zijn twee studenten Dorian en Georgie vinden ze de staf van Arcadius waarmee ze Sybil onder controle kunnen houden. Opnieuw gevangen in het Armory, onthult Sybil tegenover Stefan hoe zij en haar zus onderdanen werden van de duivel. Hij beloofde hen het eeuwige leven in ruil dat zij corrupte zielen voor hem verzamelden. Sybil kan later ontsnappen uit haar cel met de hulp van haar zuster Seline die tevens de babysitter blijkt te zijn van Josie en Lizzie, Alaric en Caroline's dochters. Seline ontvoert de tweeling en gebruikt hen later om Arcadius, de duivel, op te roepen uit de hel. Arcadius is echter misnoegd met Seline en maakt haar weer menselijk. Hij zet zijn zinnen op Damon en Stefan. Wanneer Stefan ontdekt dat zowel hij als Damon gedoemd zijn om naar de hel te gaan, beslist Stefan een deal te sluiten met Arcadius zodat ze niet naar de hel gestuurd worden. Hij en Damon moeten voor 1 jaar lang hun menselijkheid uitschakelen en erop los moorden.
Bonnie en Caroline kunnen later Damon weer bevrijden van Sybils invloed. Inmiddels heeft Matt zich herenigd met zijn vader, Peter Maxwell, die Mystic Falls verliet net voor zijn geboorte. Matt ontdekt via Peter dat zijn voorouders de oorspronkelijke oprichters waren van Mystic Falls. De duivel is op zoek naar de Mystic Falls Founders Bell, een magische bel die een portaal kan openen naar de hel. Alaric ontdekt dat Matt's voorouder Ethan Maxwell de bel maakte met de hulp van de heks Beatrice Bennett, de voorouder van Bonnie. Sybil en Seline probeerden echter de duivel te bevrijden door Ethan te overtuigen om de bel 11 keer te laten luiden. Beatrice kon hen echter stoppen en sloot hen later op in een grot zodat ze niet meer konden ontsnappen.
Arcadius doodt later Sybil en Seline en gaat verder op zoek naar de bel. Damon probeert ondertussen Stefan terug op het rechte pad te brengen. Bonnie en Enzo maken plannen voor de toekomst maar dan vermoordt Stefan Enzo. Bonnie gebruikt Elena's bloed om Stefan weer menselijk te maken. Nu terug mens, herinnert Stefan zich al zijn slachtoffers maar ook zij krijgen hun geheugen plots terug. Dorian, Alarics student, ontvoert Stefan en wil hem vermoorden omdat hij een zijn vader en kleine zusje had uitgemoord. Stefan overleeft met de tijdige hulp van Caroline. Stefan vraagt Caroline later ten huwelijk. Alaric en Damon gaan op zoek naar een manier om de duivel te doden. Plots verschijnt Kai Parker die uit de hel is ontsnapt door matt. Bonnie ontdekt via haar moeder Abby dat ze nog steeds een connectie heeft met Enzo's geest. Later vertelt Arcadius dat Bonnie net zoals hij een eigen geestenwereld heeft gemaakt waarin Enzo's geest nu leeft. Bonnie kan contact maken met Enzo die haar waarschuwt om Arcadius niet te vertrouwen. Kai verraadt Damon en Alaric en geeft Arcadius Elena's kist in ruil dat zijn ziel nu vrij is van de hel. Arcadius wil Stefans ziel maar Damon offert zich op. Stefan kan Arcadius echter doden voor dat Damons ziel naar de hel wordt gestuurd. Iedereen denkt nu met Arcadius' dood dat de hel vernietigd is. Met de hulp van Josie en Lizzie creëert Bonnie een nieuwe gevangenis voor Kai. Hij onthult echter aan Bonnie dat de hel nog bestaat en dat met Arcadius' dood er nu een nieuwe heerser is: Katherine Pierce.
Damon wil Stefan en Carolines bruiloft gebruiken om Katherine naar Mystic Falls te lokken. Katherine stuurt echter Kelly Donovan in haar plaats. Kelly blijkt inmiddels overleden te zijn en ook zij belandde in de hel maar Katherine ontfermde zich over haar. Kelly zorgt voor een explosie waarbij Bonnie en de tweeling bijna omkomen. Voor dat Kelly sterft, onthult ze aan Damon en Matt dat ook Vicki weer op aarde is en dat zij de bel 12 keer gaat luiden waardoor er hellevuur op de stad wordt losgelaten. Ondertussen worden Damon en Stefan herenigt met Katherine die zich eerst voordoet als Elena die uit haar coma lijkt te ontwaken. Bonnie komt met een plan om de stad te redden. Met hulp van de geesten van haar overleden familieleden kan Bonnie het hellevuur terug naar de hel sturen waardoor het voorgoed vernietigd wordt. In haar slaap komt Elena Stefan tegen die onthult dat Damon zich wou opofferen maar Stefan Damon op het laatste moment zijn bloed gaf waardoor hij mens werd. Stefan vertelt aan Elena dat hij zichzelf heeft opgeofferd omdat hij vindt dat Damon een kans verdient op een gelukkig leven met haar. Elena en Stefan nemen afscheid waarna Stefan naar de hemel gaat waar hij herenigt wordt met Lexi. Elena ontwaakt later uit haar slaap dankzij Bonnie waarna ze zich herenigt met Damon die nog steeds om Stefans dood rouwt. Matt wordt sheriff van Mystic Falls en wordt, zonder hij het weet, bezocht door de geesten van Tyler en Vicki; Bonnie beslist om te genieten het leven en een wereldreis te maken, nadat enzo hem dat heeft gezegd. Alaric en Caroline openen een school (genaamd: the salvatore boarding school) voor bovennatuurlijke kinderen met Jeremy's hulp en dan krijg je te zien dat klaus 3 miljoen euro aan ze geeft en  dat je moet gaan beginnen met kijken naar the originals. Elena en Damon zijn getrouwd. Vele jaren later sterven Damon en Elena waarna Elena haar ouders, John en Jenna terugziet en Damon zich eindelijk herenigt met Stefan.
Rolverdeling
Alhoewel de serie gebaseerd is op een boekenreeks, zijn er toch wat personages veranderd.

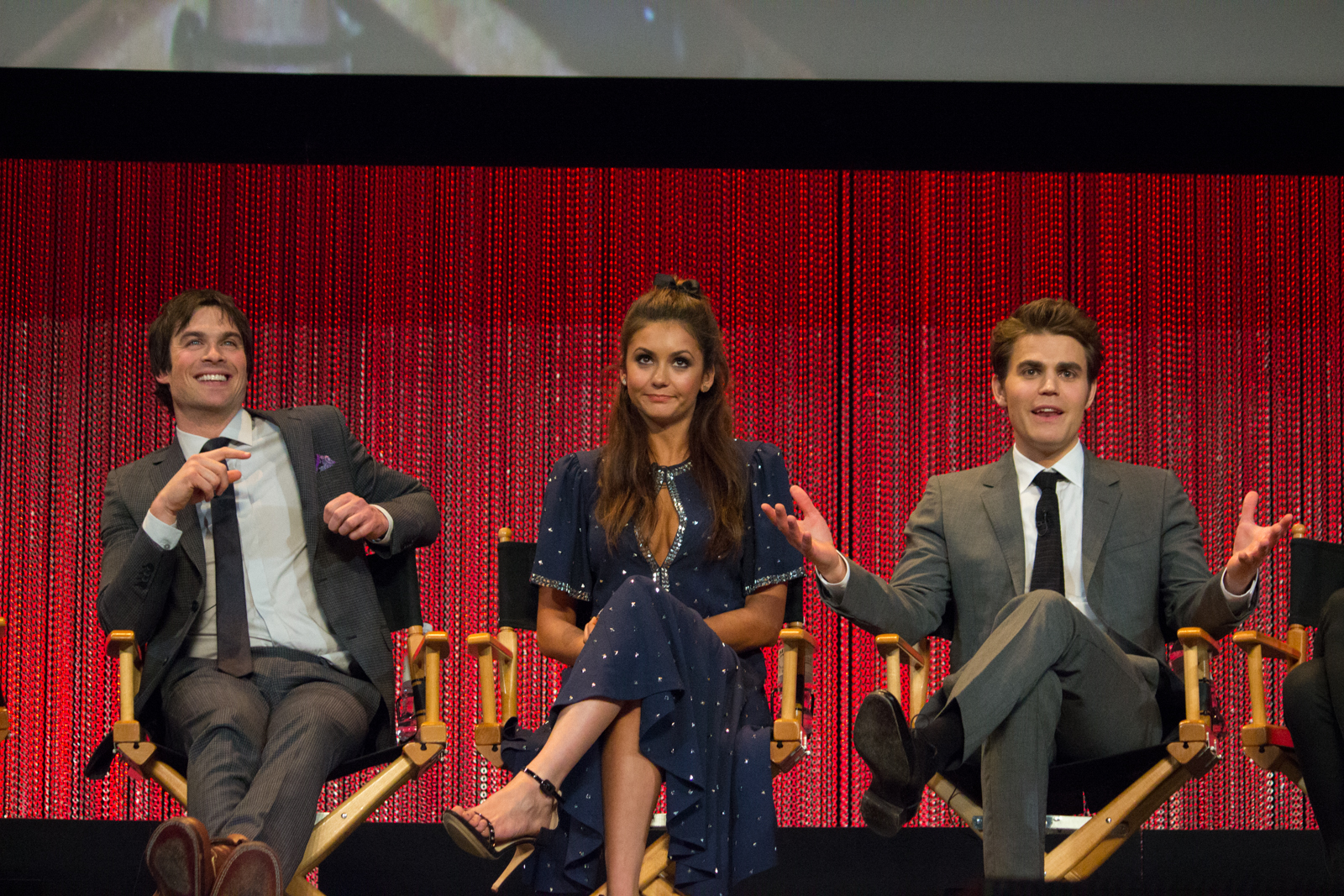
Ian Somerhalder, Nina Dobrev en Paul Wesley op PaleyFest 2014

- Nina Dobrev als Elena Gilbert (seizoen 1-6; 8),  het hoofdpersonage dat de serie volgt terwijl ze verliefd wordt op Stefan, een vampier, en later hem verlaat nadat ze gevoelens krijgt voor zijn oudere broer, Damon Salvatore, waardoor er een driehoeksverhouding ontstond tussen het trio.  Door haar relatie met Stefan en Damon geraakte Elena verzeilt in de bovennatuurlijke wereld. De serie volgt haar belevenissen terwijl ze de bovennatuurlijke gebeurtenissen in haar stad probeert te overleven. Op het einde van seizoen 6, werd Elena's leven verbonden met dat van Bonnie waardoor zolang Bonnie leeft Elena in een magische slaap blijft. Damon stopte Elena in een kist en liet Tyler haar verbergen in een warenhuis in Brooklyn totdat hij zich met haar kan verenigen. Ze ontwaakt uit haar coma op het einde van seizoen 8 waarna ze zich herenigt met Damon. Vele jaren later overlijden Damon en Elena waardoor ze hun overleden familieleden terugzien. 
  - Katherine Pierce (seizoen 1-5; 8), geboren als Katerina Petrova, een eeuwenoude vampier die de dubbelgangster van Elena en tevens haar grootste vijand is. Zij veranderde Stefan en Damon in vampiers nadat ze allebei verliefd op haar werden. Dit zorgde voor een jarenlange vete tussen de broers. Katherine verscheen sporadisch in de eerste seizoenen en speelde een belangrijke rol in het vijfde seizoen waarin ze tijdelijk weer een mens werd. Na vele mislukte pogingen om Elena's leven te verpesten belandt Katherine in de hel. Katherine keert terug uit de hel op het einde van de serie om wraak te nemen op de broers. Haar plan mislukt echter en zij en de hel worden vernietigd door het hellevuur.
  - Tatia (seizoen 3), de dubbelganger die gebruikt werd voor de spreuk om de originals te maken. Zowel Niklaus als Elijah hadden een oogje op haar. En Elijah vermoord haar dan.
  - Amara (seizoen 5), de allereerste dubbelganger van Elena. Zij is uit liefde onsterfelijk gemaakt samen met Silas, die daarmee zijn echtgenote, Quetsijah (aka Tessa), liet staan aan het altaar. Uit wraak heeft Questijah haar gebruikt als anker dat de gene zijde samenhoudt terwijl Silas dacht dat ze stierf.
- Paul Wesley als Stefan Salvatore, een vampier met een goed hart en het complete tegenbeeld van zijn oudere broer, Damon Salvatore. Later in de serie, wordt Stefan de Ripper om Damon te redden van een weerwolvenbeet waardoor hij meer een slechterik wordt. Uiteindelijk keert Stefan terug naar zijn oude zelf en herenigt hij zich met Elena maar hun relatie eindigt daarna vrij snel. Hij had een korte relatie met Katherine alvorens hij verliefd werd op Caroline. Hij wordt terug mens op het einde van de serie en trouwt met Caroline. Hij sterft echter nadat hij zichzelf opofferde om Damon te redden. Jaren later worden Stefan en Damon weer herenigd in de hemel nadat Damon sterft na een lang en gelukkig leven met Elena. 
  - Silas (seizoen 4-5), de eerste onsterfelijke ooit en de gevaarlijke dubbelganger van Stefan. Silas werd verliefd op Amara, de voorouder van Elena en wou met haar het eeuwige leven hebben. Zijn plan mislukte echter en hij werd duizenden jaren gevangen gehouden op een eiland totdat hij kon ontsnappen in seizoen 4. Silas was de grote slechterik in het begin van seizoen 5 maar wordt later verslagen door Damon en Stefan.
  - Tom Avery (seizoen 5), de laatste dubbelganger van Stefan die in seizoen 5 vermoord wordt door Enzo, nadat Caroline dit niet kon, zodat Elena en Stefan de twee laatste overblijvende dubbelgangers waren.
- Ian Somerhalder als Damon Salvatore, de oudere broer van Stefan die eerst een slechterik in de serie was. Hij is meestal egoïstisch en manipulatief maar later begint hij een meer zorgzame kant te tonen. In het begin zijn de gevoelens voor Elena eenzijdig maar ook zij begint gevoelens voor hem te krijgen wanneer ze samenwerken om Stefan te redden nadat hij de Ripper was geworden. Ze worden een koppel in seizoen 4 en blijven samen (met enkele onderbrekingen) totdat Elena in een diep magisch coma belandt op het einde van seizoen 6. Damon heeft een sterke band met Stefan, maar krijgt later ook een hechte vriendschap met Bonnie, hoewel ze vijanden van elkaar waren in de eerste seizoenen. Tijdens seizoen 6 en 7 ontstond er een diepe band tussen hen en later beschouwt Damon Bonnie zelfs als zijn beste vriend. Op het einde van de serie wordt hij een mens en trouwt hij met Elena. Jaren later, na hun dood, herenigen ze zich met hun overleden familieleden waaronder ook Stefan.
- Steven R. McQueen als Jeremy Gilbert (seizoen 1-6; 8), Elena's jongere broer, die later eigenlijk haar neef blijkt te zijn en uiteindelijk ook een vampierenjager wordt. Jeremy sterft in seizoen 4 nadat Katherine hem gebruikte om Silas wakker te maken en al zijn bloed leeg dronk. Hij wordt terug tot leven gewekt door Bonnie Bennett, zijn vriendin, op het einde van seizoen 4. Hij verliet de stad meermaals in de serie en keerde enkel terug in seizoen 6 om afscheid te nemen van Elena. Hij speelt een kleine rol in het einde van de serie waarin onthuld wordt dat hij in de toekomst Alaric en Caroline helpt met het openen van hun school voor bovennatuurlijke kinderen.
- Sara Canning als Jenna Sommers (seizoen 1-2; 3, 5, 8), Jeremy en Elena's tante en voogd nadat hun ouders omkwamen bij een auto-ongeluk. Canning verliet de serie na seizoen 2 toen Jenna stierf nadat ze in een vampier was veranderd en gebruikt werd voor Klaus' ritueel.
- Katerina Graham als Bonnie Bennett, Elena en Caroline's beste vriendin en zeer machtige heks, die al verschillende keren stierf in de serie maar steeds weer terugkwam uit de dood. Ze gebruikt haar krachten vaak om haar vrienden te helpen, en hoewel ze in het begin vampiers haatte, zeker Damon, begint ze hen uiteindelijk ook te helpen en wordt ze Damons beste vriend nadat ze allebei maanden vastzaten in een magische gevangenis. Bonnie verloor ook haar krachten meermaals. Ze had een korte relatie met Elena's broer Jeremy maar kreeg daarna een relatie met Enzo. Hun geluk is van korte duur want Enzo sterft. Bonnie kan echter met haar leven verdergaan en beslist op het einde van de serie de wereld rond te reizen.
- Candice King als Caroline Forbes, Bonnie en Elena's beste vriendin, die eerst heel weinig zelfvertrouwen had en vaak jaloers was op Elena maar nadat ze een vampier werd in het tweede seizoen kreeg ze meer zelfvertrouwen. Vaak neurotisch maar lieflijk, heeft Caroline al meerdere relaties gehad met de mannelijke personages in de serie. Eerst was ze Damon's "speeltje", iets waar ze hem lang voor gehaat heeft tot de dood van haar moeder in seizoen 6, maar kreeg ze later serieuzere relaties met Matt, Tyler, Alaric en Stefan, en was ze voor een lange tijd het object van Klaus' adoratie. Momenteel voedt ze haar tweeling op met Alaric maar ze trouwt wel met Stefan op het einde van de serie. Stefan sterft echter en Caroline opent in de toekomst een school voor bovennatuurlijke kinderen.
- Zach Roerig als Matt Donovan, Elena's jeugdvriend en haar ex-vriend, die later een relatie kreeg met Caroline in seizoen 1. Ze bleven goede vrienden ook nadat ze uit elkaar gingen in seizoen 3. Matt wil niks te maken hebben met de bovennatuurlijke gebeurtenissen in zijn stad en is later een vijand van de vampiers nadat hij politieagent wordt en de stad probeert te beschermen tegen hen.
- Kayla Ewell als Vicki Donovan (seizoen 1; 2-3, 5, 8), de drugsverslaafde zus van Matt. Ze ging uit met Tyler maar was eigenlijk meer geïnteresseerd in Jeremy. Ze werd in een vampier veranderd door Damon en werd, kort daarna, gedood door Stefan. Ewell verliet de serie na het eerste seizoen maar keerde nadien meermaals terug in de volgende seizoenen.
- Michael Trevino als Tyler Lockwood, een weerwolf die later in een hybrid veranderde, was Matts beste vriend en de zoon van de burgemeester van Mystic Falls. Alle mannelijke leden van zijn familie hadden een gen in hun lichaam dat hen in een weerwolf kon veranderen. Zijn oom Mason was ook een weerwolf die later werd vermoord door Damon in seizoen 2. Hij was de eerste succesvolle hybrid die door Klaus werd veranderd. Op het einde van seizoen 5 was hij terug gewoon een weerwolf. Hij verliet de stad op het einde van seizoen 6 maar keerde voor enkele afleveringen terug in seizoen 7 om Damon te helpen met Elena's kist te beschermen. Hij keert ook weer even terug in het laatste seizoen maar wordt dan vermoord door Damon. Na zijn dood blijven hij en Vicki waken over Matt.
- Matthew Davis als Alaric Saltzman, een leraar geschiedenis, een vampierenjager en de vriend van Jenna. Hij was oorspronkelijk getrouwd met Isobel Flemming, de biologische moeder van Elena. Maar Isobel werd verleid door Damon die haar later in een vampier veranderde. Toen Jenna stierf, ontfermde Alaric zich over Elena en Jeremy. Davis verliet de serie na seizoen 3 toen Alaric werd vermoord. Het personage keerde terug in seizoen 6 nadat hij terug tot leven werd gewekt. Alaric was even een vampier maar werd terug mens met de hulp van Josette Laughlin, een voormalige heks. De twee werden nadien een koppel. Jo wordt zwanger en ze besloten te trouwen maar toen werd Jo vermoord door haar broer Kai op hun bruiloft. Jo's familie van heksen kon ervoor zorgen dat de ongeboren tweeling in haar werd getransporteerd naar het lichaam van Caroline. Zij beviel later van de tweeling, Josie en Lizzie. Nadien verhuisden Caroline en Alaric samen naar Dallas. Ze begonnen een relatie maar ze gingen uit elkaar nadat Caroline besloot om met Stefan te zijn.
- Joseph Morgan als Klaus Mikaelson (seizoen 2-5; 7), hij was oorspronkelijk de slechterik van seizoen 2 en 3 maar werd later een bondgenoot van Damon en Stefan. Klaus, was samen met zijn familie, de oudste en allereerste vampiers. Hij wou een leger bouwen van hybrids die zowel half vampier als half weerwolf zijn. Tijdens seizoen 3 kreeg Klaus gevoelens voor Caroline en werd hij verliefd op haar. Klaus verliet de serie na seizoen 4 waarna Klaus zijn eigen serie kreeg: The Originals.
- Michael Malarkey als Enzo St. John (seizoen 5-8), een vampier die gevangen werd gehouden door de Augustinegroep. Hij was Damons celgenoot in de jaren'50 toen Damon zelf in de handen viel van deze groep. Hij en Damon herenigden zich waarna Enzo op zoek ging naar zijn verloren liefde, Maggie. Maar dan komt hij te weten dat Damon Maggie had vermoord nadat hij ontsnapte van de Augustinegroep. Enzo maakt het zijn missie om Damon te doden. Hij werd later zelf gedood door Stefan in seizoen 5 maar werd terug tot leven gewekt en later begint hij een relatie met Bonnie. In seizoen 7 ontdekt Enzo dat hij nog familie heeft en dat ze lid zijn van het Armory, een mysterieuze organisatie die alles wat bovennatuurlijk is, onderzoekt. Op het einde van seizoen 7 geraken Enzo en Damon onder invloed van het monster dat in de kluis van het Armory leefde. Hij wordt uiteindelijk bevrijdt maar sterft kort daarop nadat Stefan hem vermoordde.

## Afleveringen
| Seizoen # | Aantal Afleveringen # | Premiere - Kijkers         | Slot - Kijkers       | Gemiddeld aantal kijkers (in miljoenen) |
| --------- | --------------------- | -------------------------- | -------------------- | --------------------------------------- |
| #1        | 22                    | 10 september 2009 - (4.91) | 13 mei 2010- (3.47)  | 3.60                                    |
| #2        | 22                    | 9 september 2010 - (3.36)  | 12 mei 2011-(2.86)   | 3.03                                    |
| #3        | 22                    | 15 september 2011 - (3.10) | 10 mei 2012- (2.53)  | 2.77                                    |
| #4        | 23                    | 11 oktober 2012 - (3.18)   | 16 mei 2013- (2.24)  | 2.97                                    |
| #5        | 22                    | 3 oktober 2013 - (2.59)    | 15 mei 2014 - (1.61) | 2.68                                    |

## Soundtrack
The Vampire Diaries: Original Television Soundtrack (2010):
1. Vampire Diaries Theme (Intro) – Mike Suby
2. Sleep Alone – Bat for Lashes
3. Running Up That Hill – Placebo
4. Obsession – Sky Ferreira
5. Bloodstream (Vampire Diaries Remix) – Stateless
6. On Melancholy Hill (Feed Me Remix) – Gorillaz
7. We Radiate – Goldfrapp
8. Hammock – Howls
9. The Fellowship – Smashing Pumpkins
10. Head Over Heels – Digital Daggers
11. Down – Jason Walker
12. Currency of Love – Silversun Pickups
13. Beauty of the Dark – Mads Langer
14. All You Wanted – Sounds Under Radio featuring Alison Sudol of A Fine Frenzy
15. Cut – Plumb
16. This is love – The Script
17. Run - Leona Lewis
18. Vampire Diaries Theme (Outro) – Mike Suby
19. Hold On - Chord Overstreet